# Birgitta Fransson
Birgitta Ingrid Elisabet Fransson, född 27 augusti 1937 i Stockholm, är en svensk journalist och litteraturkritiker.
Fransson avlade studentexamen 1956, var anställd på Vecko-Revyn 1956–1961, Kamratposten 1965–1985 och chefredaktör där 1980–1985. Hon var därefter verksam som frilansjournalist och skrev bland annat barnboksrecensioner i Göteborgs-Posten. Hon startade, tillsammans med andra, barnkulturtidskriften Opsis Kalopsis och var redaktör där 1986–2001. Hon har varit ordförande för den svenska sektionen av IBBY.

## Priser och utmärkelser
- Lidingö kommuns kulturstipendium 1989
- Gulliver-priset 1991
- Årets journalist 1997
- Eldsjälspriset 1999